# Oblast Occidental (1929-1937)

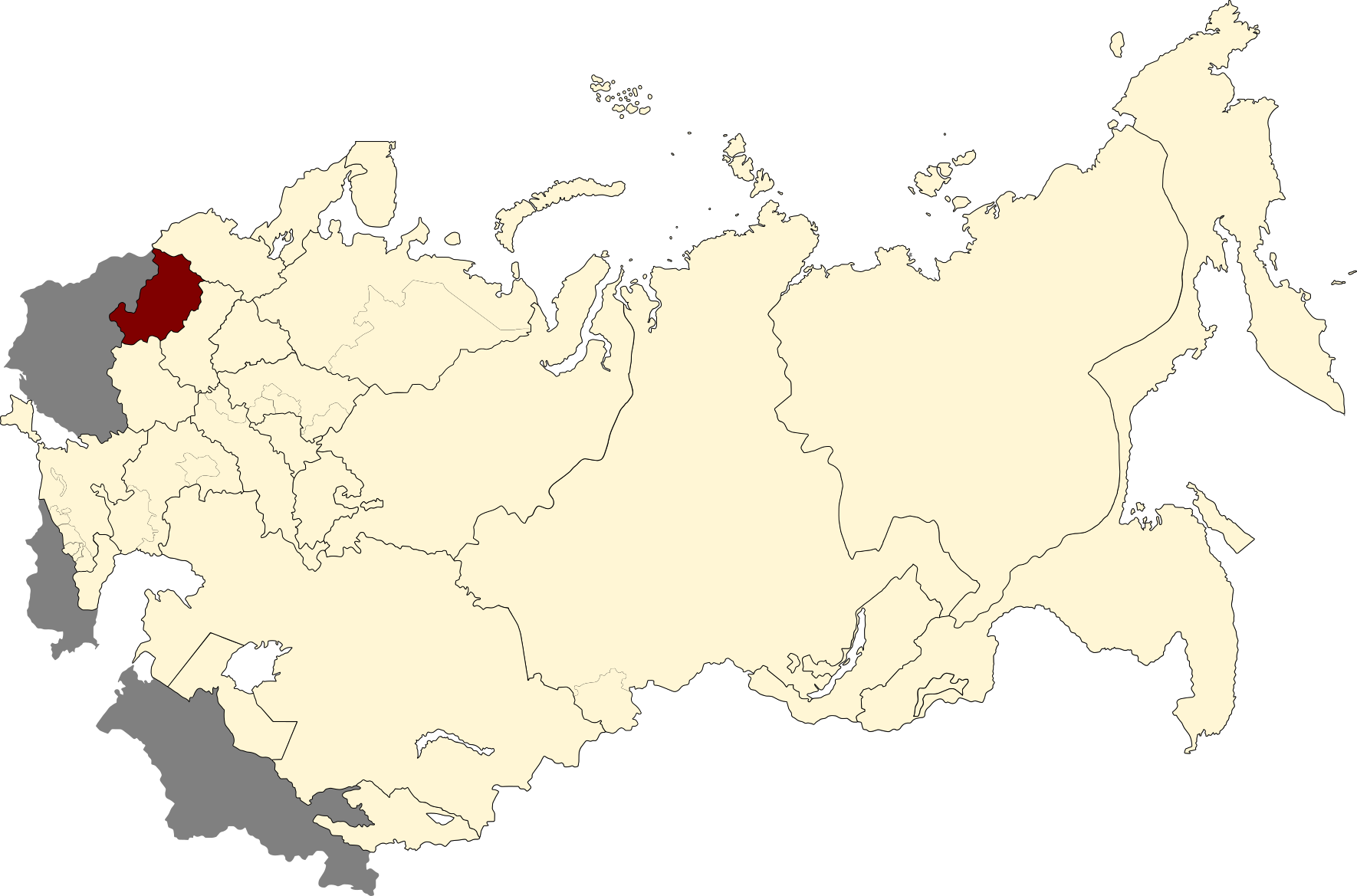
Carte de l'oblast Occidental en juillet 1930.

L'oblast Occidental (en russe : Западная область, Zapadnaïa oblast) est une division territoriale et administrative de la république socialiste fédérative soviétique de Russie, en Union soviétique. Cette oblast exista de 1929 à 1937. Sa capitale administrative était la ville de Smolensk.

## Histoire
L'oblast Occidental fut créée le 1er octobre 1929 par le Comité exécutif central panrusse. S'étendant à l'ouest de la RSFS de Russie, il regroupa une partie du territoire des gouvernements de Briansk, Kalouga, Smolensk et Tver, plus l'okroug de Velikié Louki de l'oblast de Léningrad. Il fut supprimé le 27 septembre 1937.

## Subdivisions
L'oblast Occidental était divisée en huit okrougs :
- Briansk
- Klintsy
- Rjev
- Roslavl
- Smolensk
- Soukhinitchi
- Velikié Louki
- Viazma

## Population
Selon le recensement soviétique de 1937, la population de l'oblast s'élevait à 4 693 495 habitants.